# کوه نبو

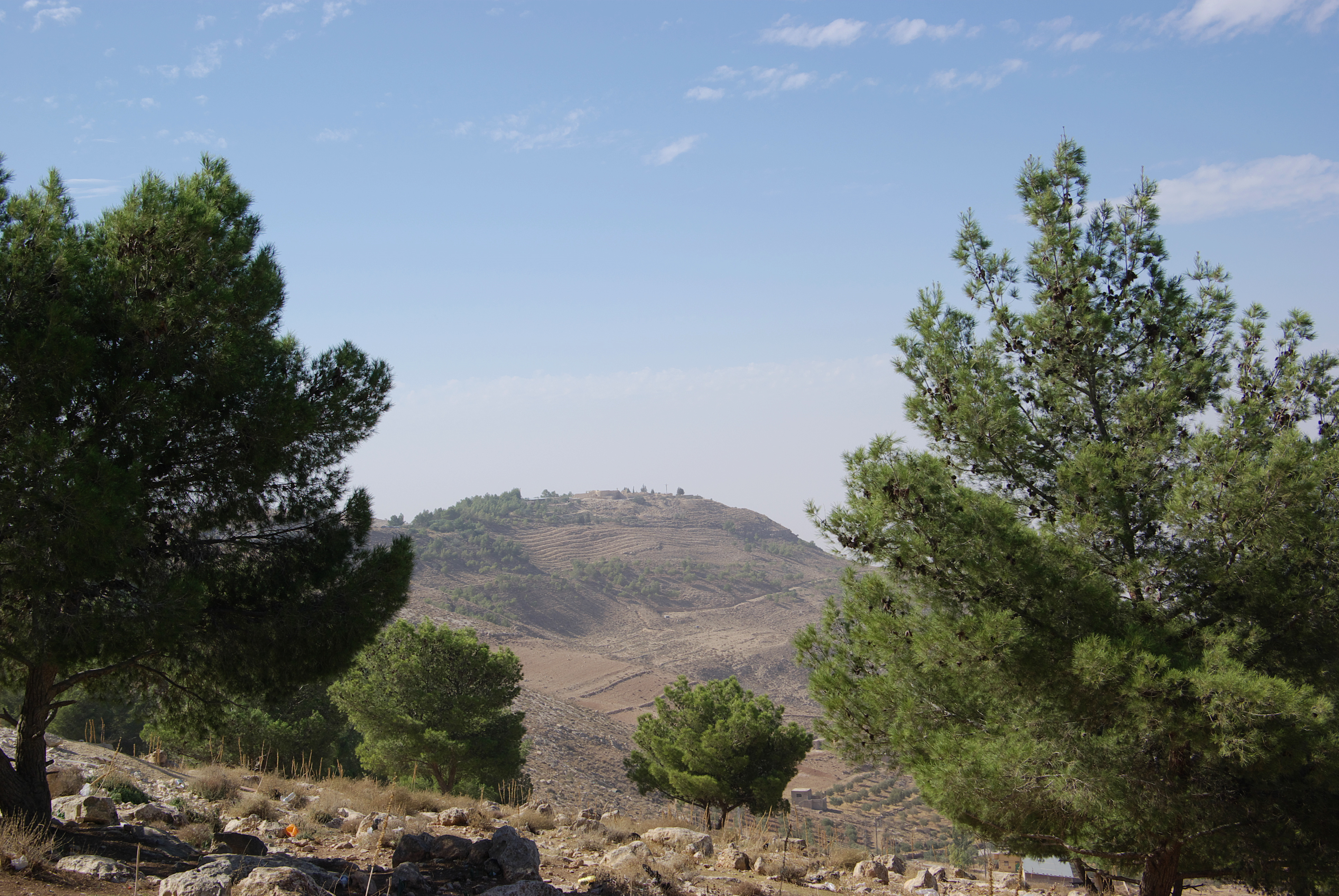
نمای کوه نبو از شرق

کوه نِبو یا نیبو (به عبری: הר נבו) (به عربی: جبل نیبو)، کوهی در استان مادبا و در ۳۵ کیلومتری جنوب غربی امان در کشور پادشاهی اردن است. بلندترین نقطهٔ آن، صیاغت (عربی: صیاغة) حدوداً ۸۲۰ متر از سطح دریا ارتفاع دارد. بر فراز کوه، کلیسای موسی قرار دارد که در روزهایی با هوای صاف می‌توان سرزمین مقدس، کرانهٔ باختری و درهٔ رود اردن، اریحا، بیت‌لحم و بیت‌المقدس را از آنجا مشاهده کرد.

## اهمیت مذهبی
کوه نبو همواره یکی از مهم‌ترین زیارتگاه‌های مسیحیان بوده ولی نزد دیگر ادیان نیز حائز اهمیت است. نبو بر طبق تورات، در سفر تثنیه فصل ۳۴ جایی است که موسی پیش از مرگش، سرزمین موعود را از آنجا دید و در آنجا وفات یافت و دفن شد، گرچه محل دقیق دفن نامشخص است. به نبو همچنین در احادیث قدسی (بخاری و صحیح مسلم) نیز اشاره شده است. محمد نقل می‌کند، پس از آنکه ملک الموت عاجز از گرفتن جان موسی ماند، خداوند به اندازهٔ مشتی از موی گاو (هر مو یک سال) عمر به او عطا کرد پس از آن ولی مرگ خواهد بود. موسی از خداوند خواست او را به اندازه‌ای به بیت‌المقدس نزدیک کند که اگر سنگی انداخت، به آنجا اصابت کند [تا او را آنجا دفن کنند]. محمد پس از آن فرمود: «اگر آنجا می‌بودم، قبرش را که زیر تپه ای قرمز رنگ قرار دارد، به شما نشان می‌دادم.». در سنت اسلامی قبر موسی به غرب رود اردن، در نزدیکی اریحا در محلی به نام نبی موسی منتقل شده است. ظاهر بیبَرس بُندُقداری از سلاطین دورهٔ مملوک چندین روستا را در نزدیکی این محل وقف کرد و زیارتگاه نبی موسی نیز در این دوره به سفارش وی ساخته شد.
روبروی کلیسای موسی یک مجسمه نمادینِ مار برنجی بر روی صلیب در سال ۱۹۹۰ از آثار هنرمند ایتالیایی، جُوانی فانتینی نصب شده، که اشاره به آیاتی از انجیل دارد: موسی مار برنجی ساخت تا مارگزیده‌ها با نگاه کردن بر آن زنده بمانند (سفر اعداد ‎۲۱: ۴–۹)؛ عیسای مصلوب نیز همانگونه بلند شد که موسی در بیابان، مار برنجی را بر بالای تیری قرار داد (انجیل یوحنا ‎۳: ۱۴).
ژان پل دوم به مناسبت دو هزارمین سال میلاد مسیح و بندیکت شانزدهم در سال ۲۰۰۹ از این کوه بازدید کردند.

## تاریخ
در سال ۱۹۳۳ بقایای کلیسای بیزانسی در صیاغت (بلندترین نقطهٔ کوه) یافت شد که گمان می‌رود مربوط به اواخر قرن چهارم میلادی است و احتمالاً در اوایل قرن پنجم توسعه داده شده و در اواخر همان قرن کاملاً بازسازی شده است. کلیسا از حملهٔ ساسانیان و اعراب در قرن هفتم در امان مانده و با تغییراتی تا قرن نهم برجا بوده است. زوار کمی به بالای کوه آمده و مسافران نیز به ندرت مشاهدات خود را مکتوب کرده‌اند. تا اینکه در دههٔ سی و هفتاد طی حفاری‌هایی تمامی مجموعه از زیر خاک بیرون آورده شد. کف کلیسا با موزائیک‌های رنگین و زیبایی از دورهٔ بیزانس تزئین شده و خیلی خوب برجا مانده‌اند.

## نگارخانه

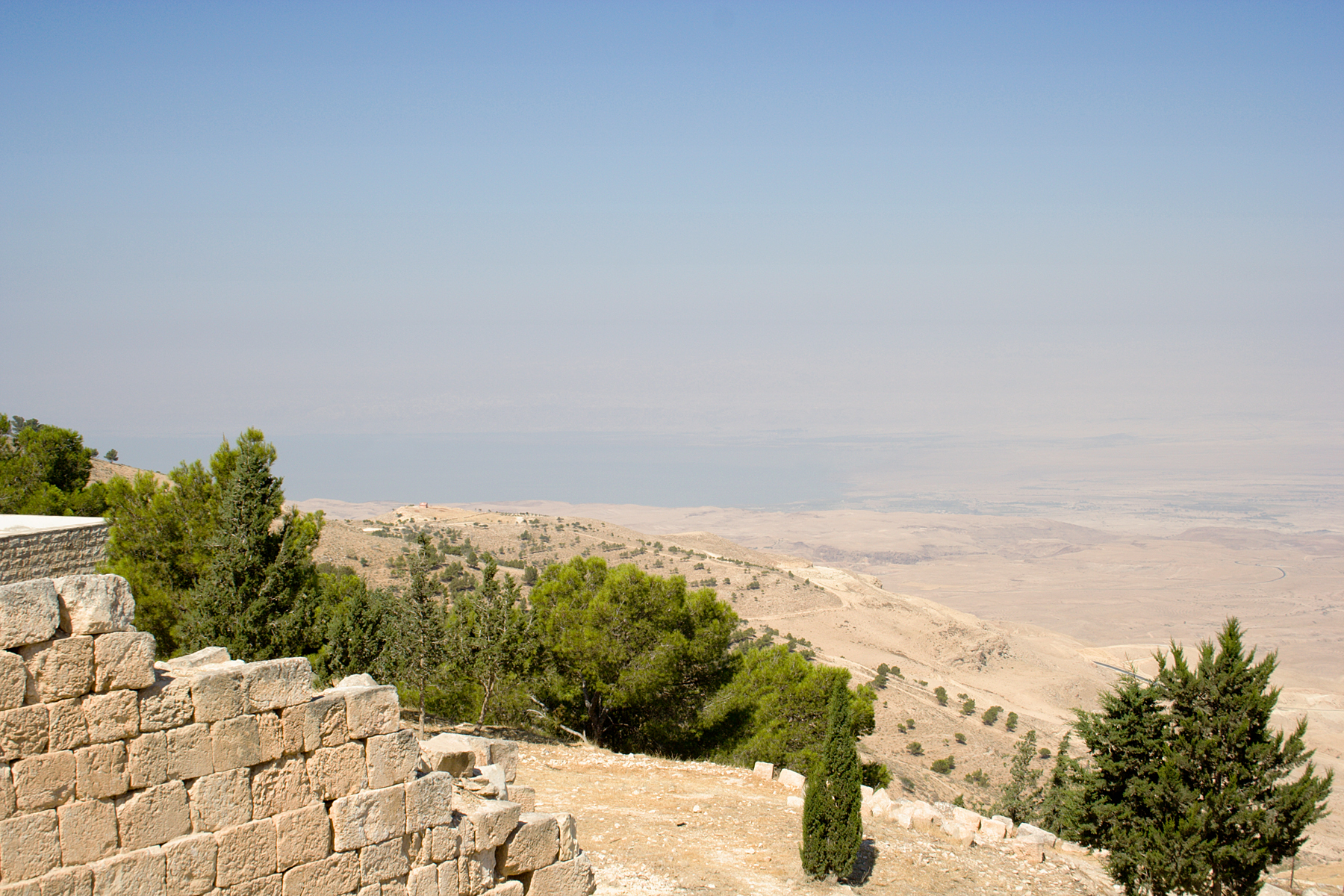
نمای دریای مرده از بالای کوه
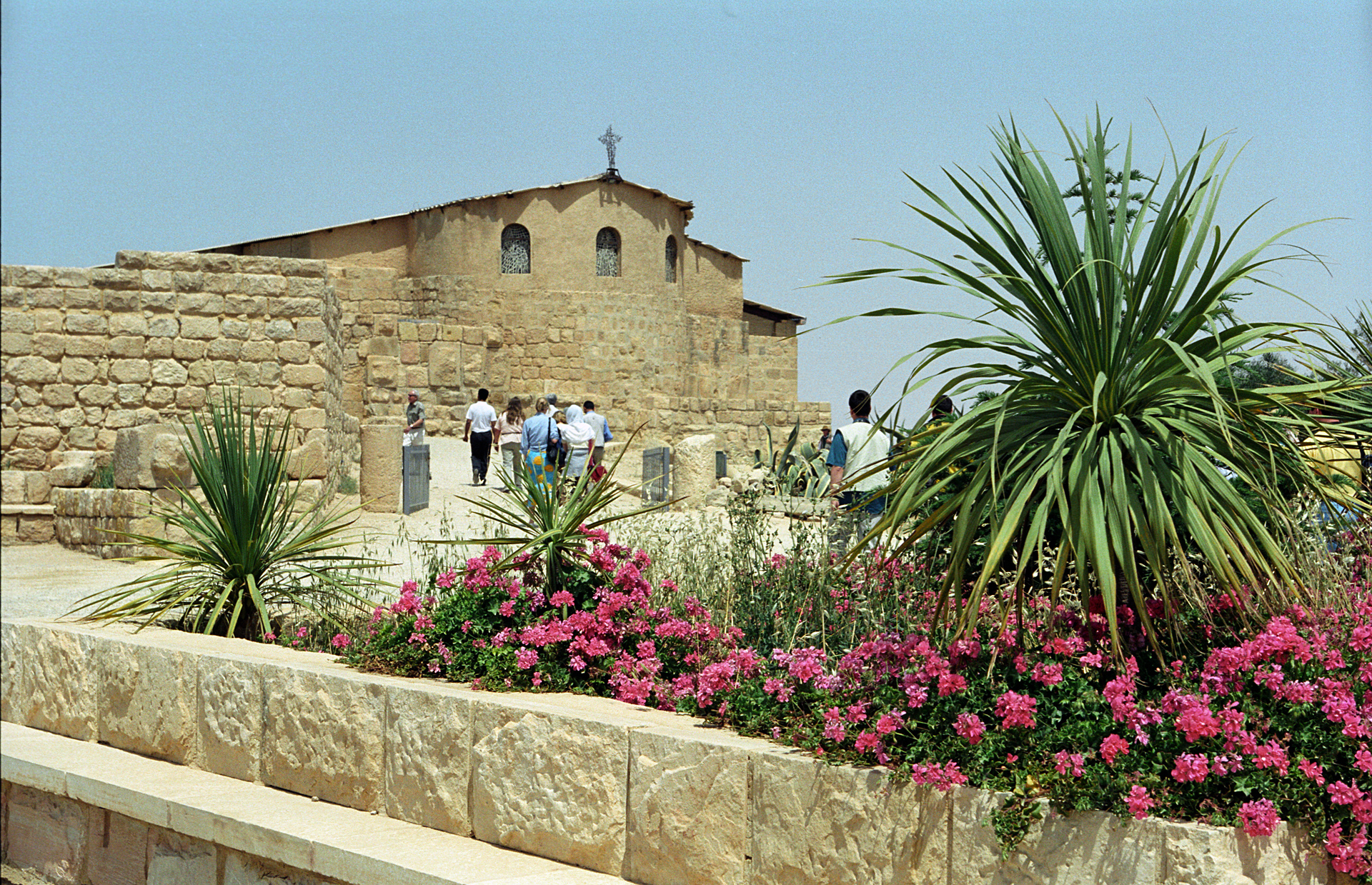
کلیسای موسی بر فراز کوه نبو
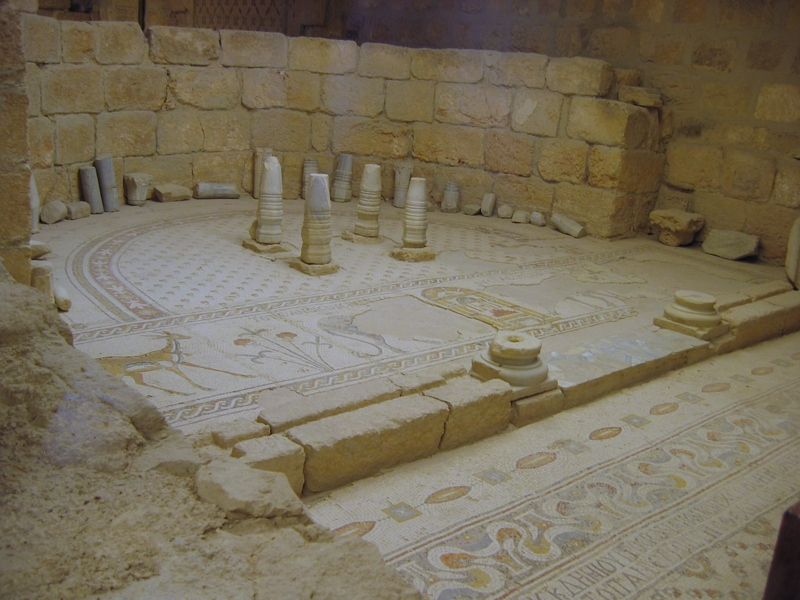
موزائیک کلیسای موسی
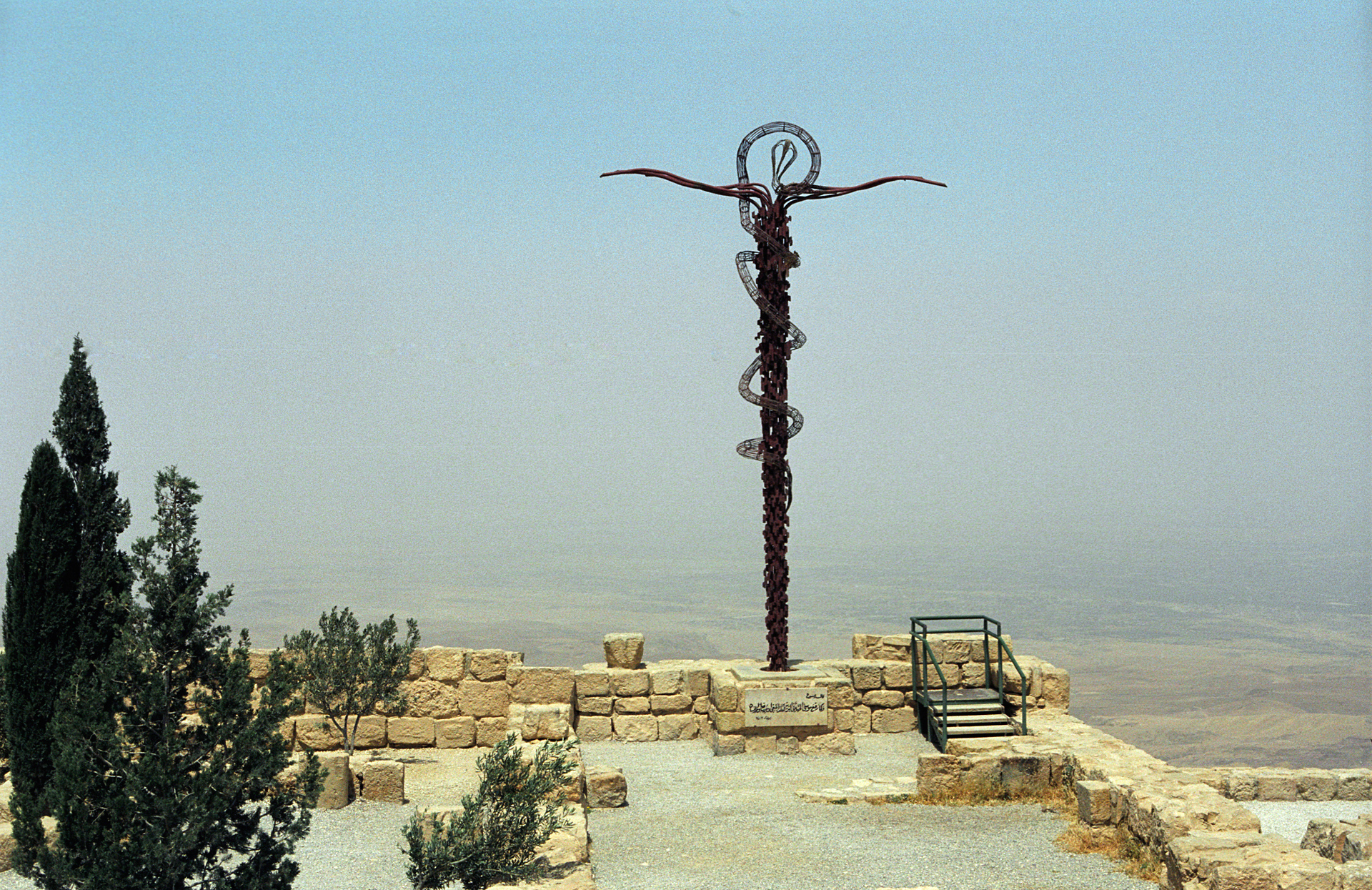
مار برنجی
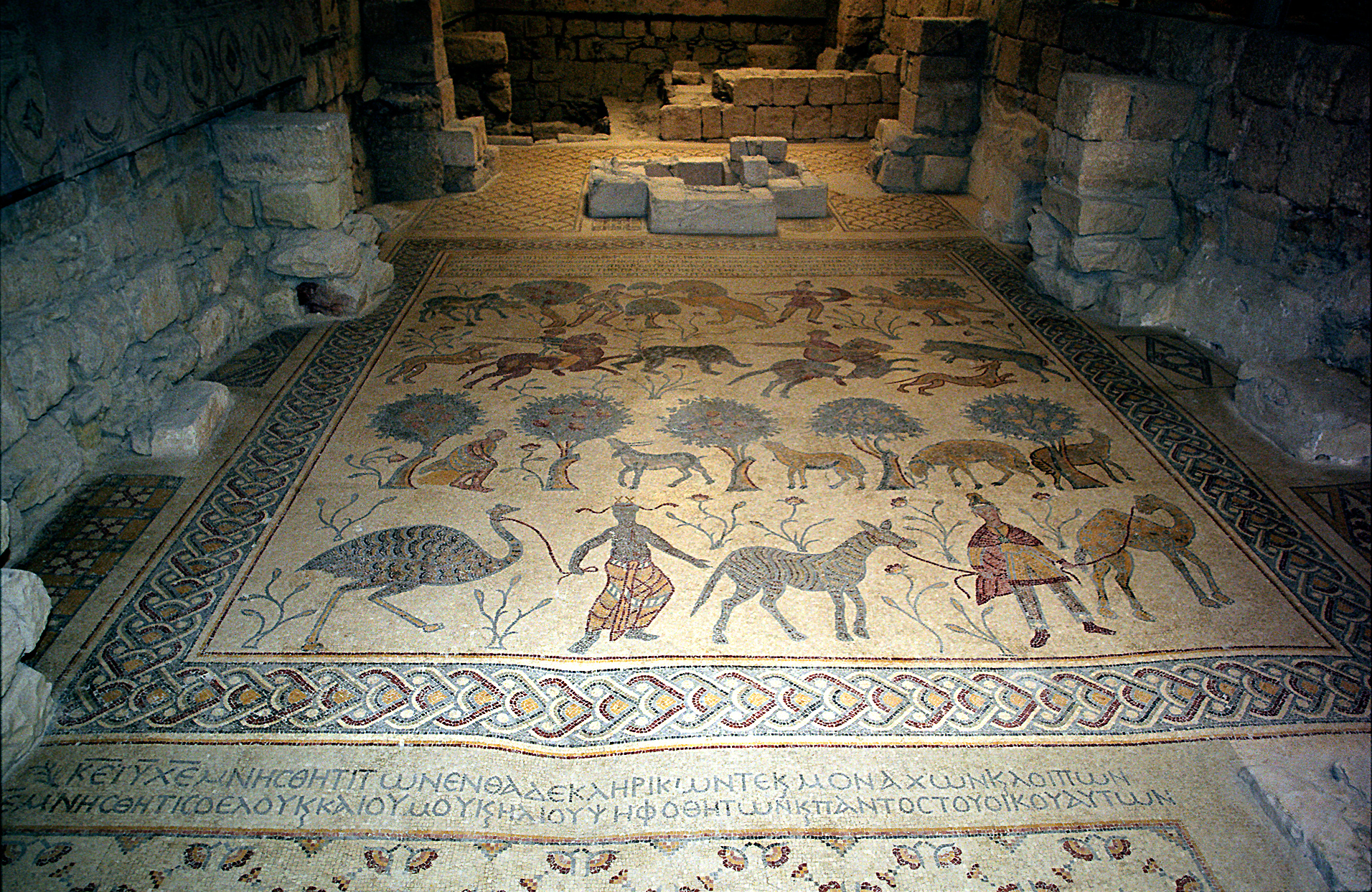
موزائیک کلیسای موسی - صحنهٔ شکار (۵۳۰ میلادی)
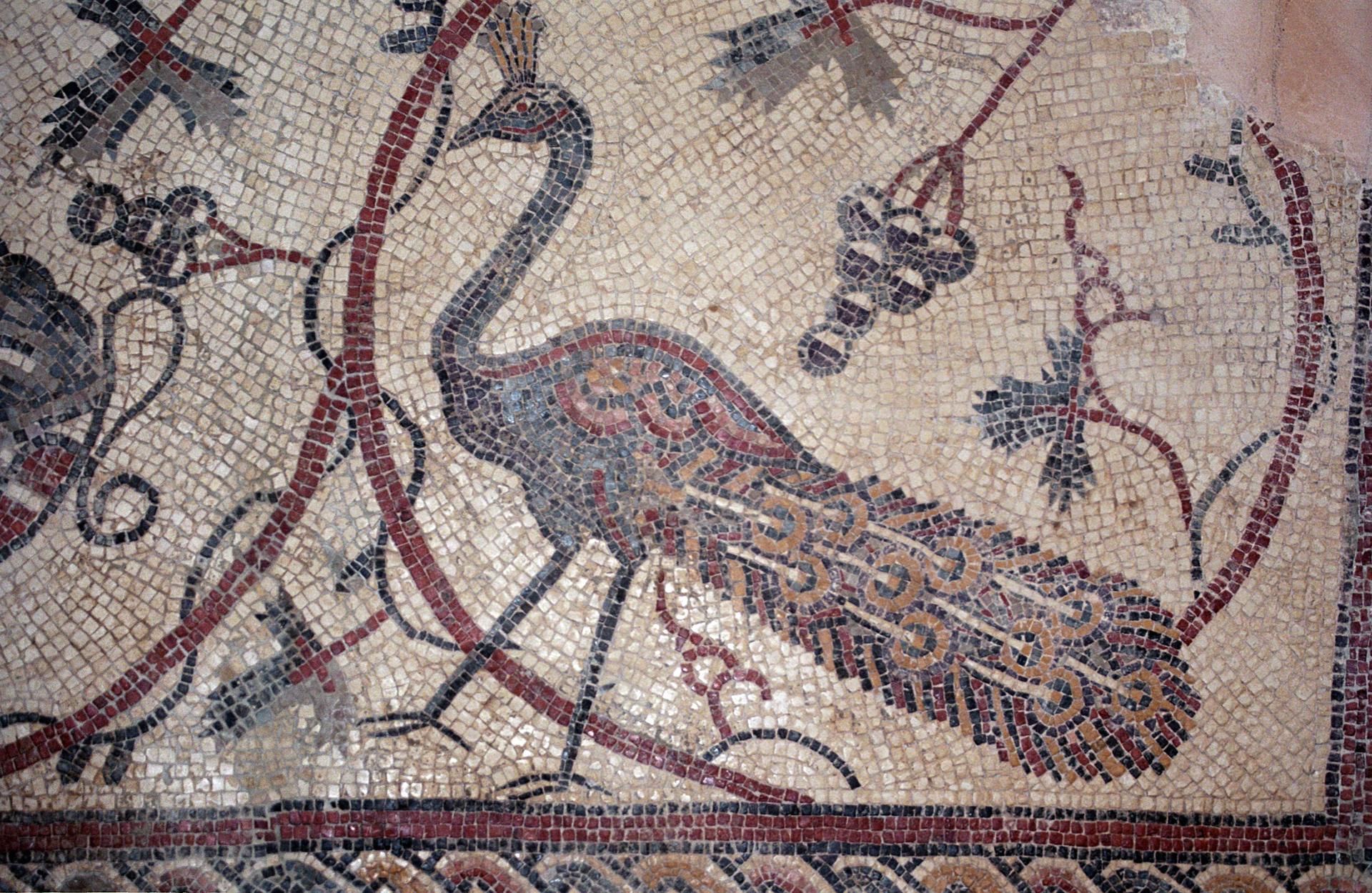
موزائیک کلیسای موسی
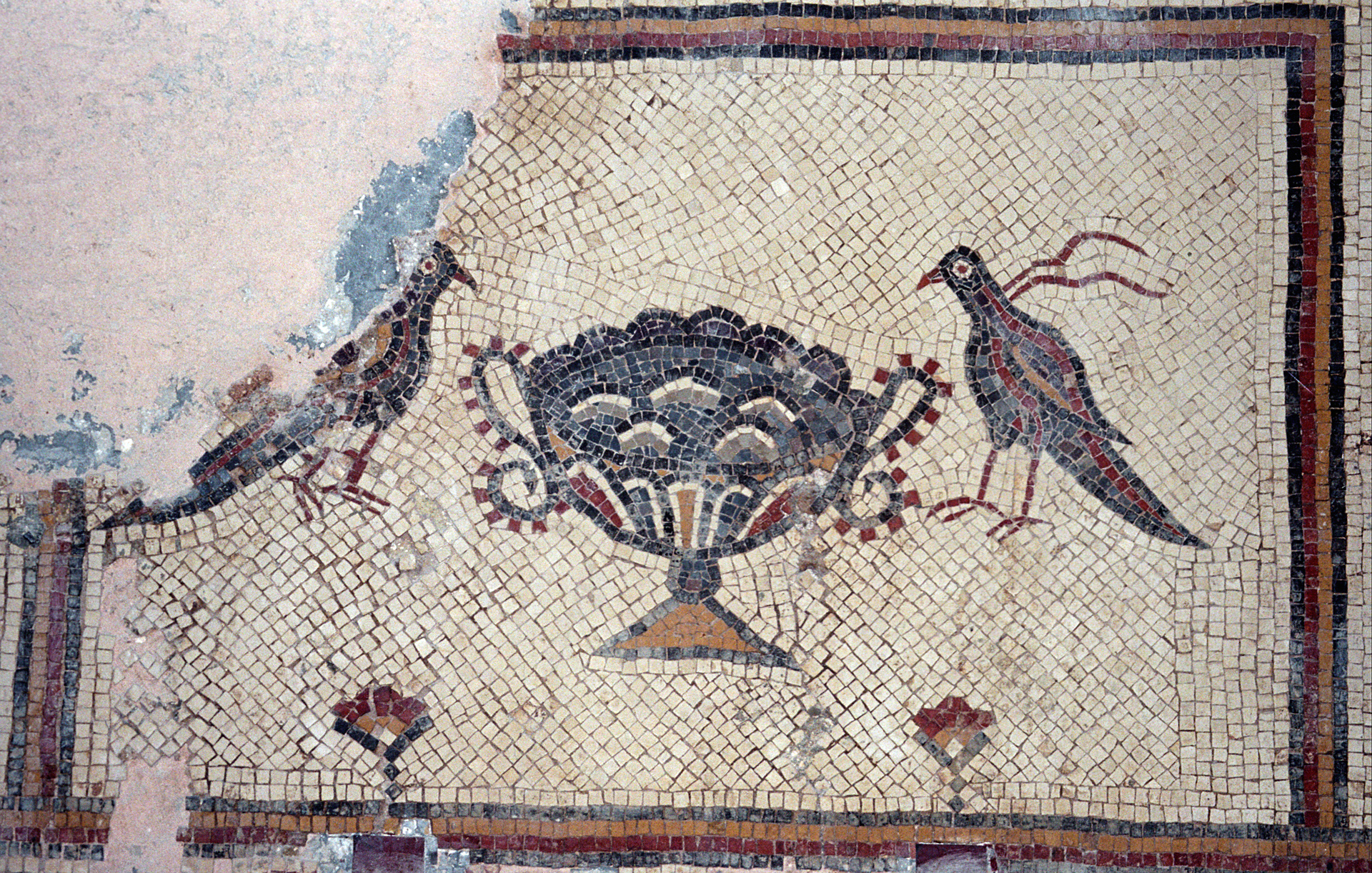
موزائیک کلیسای موسی
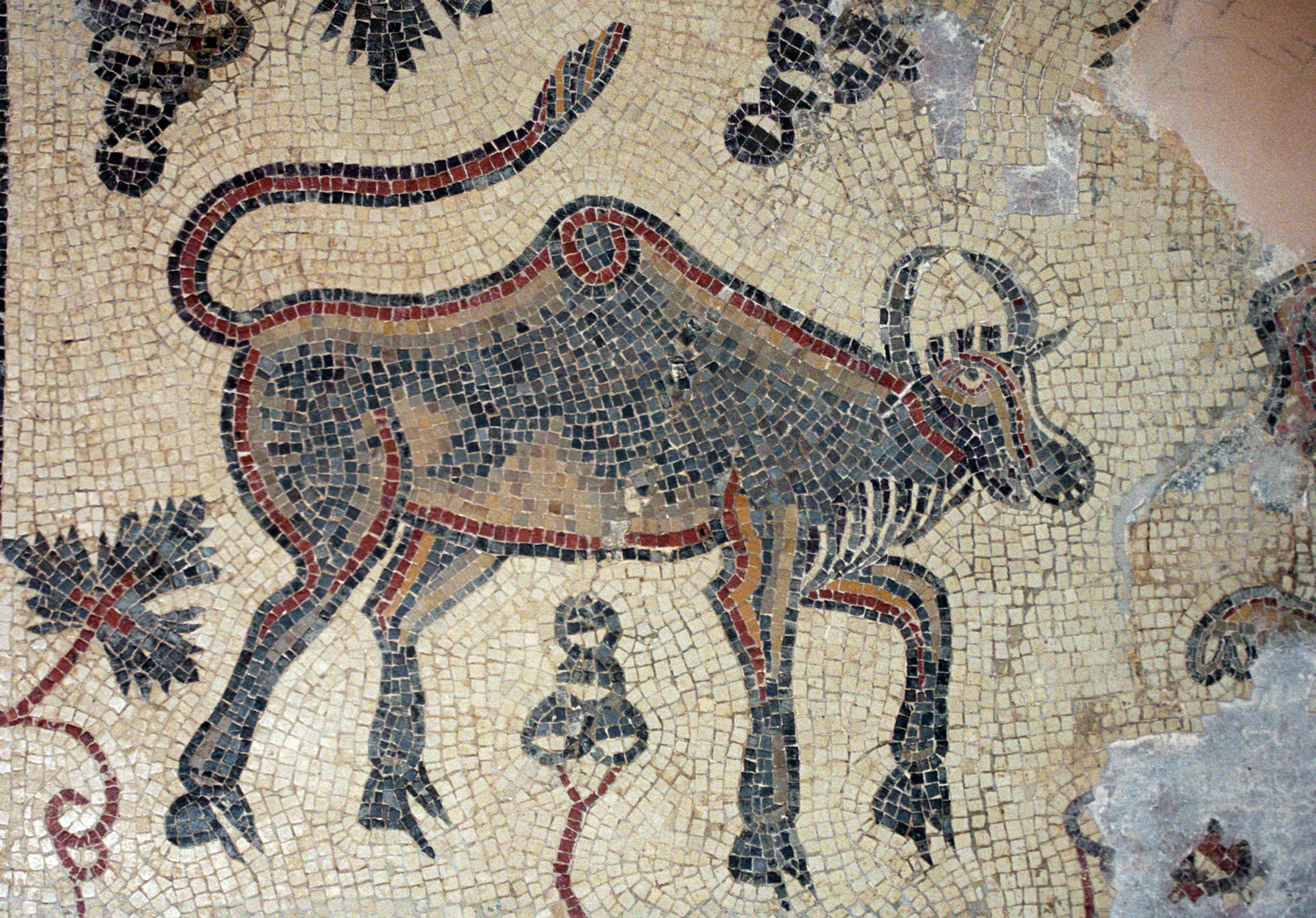
موزائیک کلیسای موسی